# Facundo Callioni
Facundo Callioni (ur. 9 października 1985) – argentyński hokeista na trawie. Medalista Letnich Igrzysk Olimpijskich 2016.

## Występy na Igrzyskach Olimpijskich
| Olimpiada           | Dyscyplina      | Miejsce |
| ------------------- | --------------- | ------- |
| Londyn 2012         | Hokej na trawie | 10      |
| Rio de Janeiro 2016 | Hokej na trawie | 1       |